# Bothaina Kamel

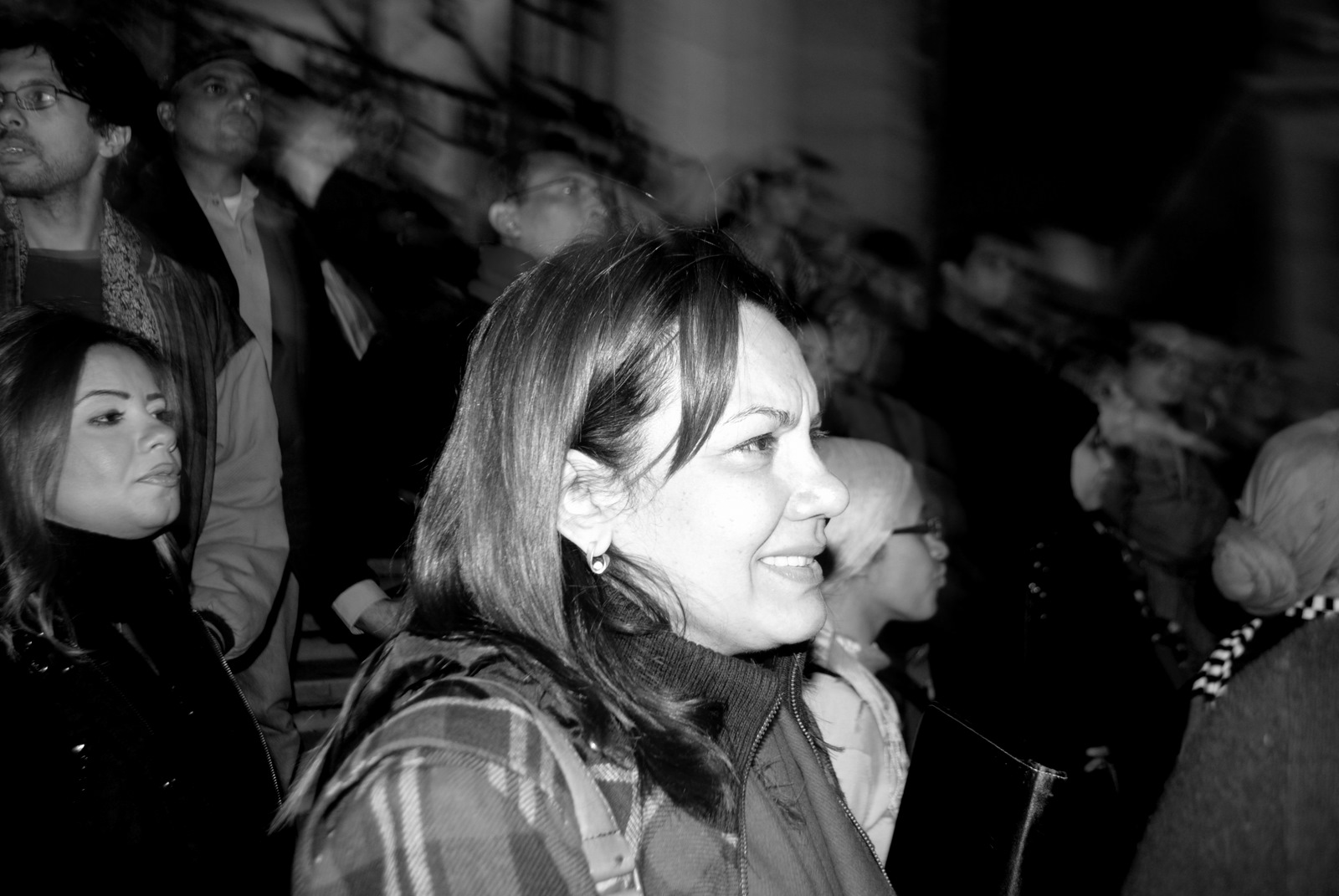
Bothaina Kamel 2011

Bothaina Kamel; arabisch بثينة كامل; (* 18. April 1962 in Kairo) ist eine ägyptische Fernsehmoderatorin, Aktivistin und Politikerin der Kifaja-Bewegung. Sie diente lange Zeit als eine Verfechterin für Demokratie, ihre professionelle Karriere war daher geprägt von wiederholten Konflikten mit den Behörden. Sie kündigte ihre Kandidatur für die Präsidentschaftswahl in Ägypten 2012 an.

## Leben
Kamel moderierte von 1992 bis 1998 ein beliebtes ägyptisches Radioprogramm namens „Nightime Confessions“. Sie arbeitete später als eine neue Fernsehmoderatorin für das ägyptische Staatsfernsehen und moderierte die Show „Please Understand Me“ auf dem in saudi-arabischem Besitz befindlichen Orbit satellite TV network. In jeder Übertragung traf sie auf offiziellen Widerstand: „Confessions“ wurde nach Protesten durch muslimische Konservative gestrichen. Da sie an der Propaganda um die Präsidentschaftswahl und die Parlamentswahl 2005 nicht beteiligt sein wollte, verließ sie das ägyptische Staatsfernsehen. „Understand Me“ wurde durch die saudischen Produzenten ebenfalls eingestellt, als befürchtet wurde, dass die Berichterstattung über die Revolution in Ägypten 2011 auch saudi-arabische Interessen betreffen könnte.

## Politische Aktivitäten und Positionen
Bothaina Kamel trat immer wieder bei Pro-Demokratie-Versammlungen auf und bildete im Jahre 2005 eine Gruppe zur Wahlbeobachtung. Sie ging während der Revolution in Ägypten 2011 auf die Straße und nahm an den Protesten auf dem Tahrir-Platz teil.
Kamel ist eine selbsterklärte Sozialdemokratin und ist politisch offiziell parteilos und unabhängig. Als Muslimin setzt sie sich gegen Sektiererei ein und unterstützt die Gleichbehandlung von koptischen und muslimischen Gebetsstätten. Zudem setzt sie sich für die rechtmäßige Bestrafung von Personen ein, die religiöse Gewalt anstiften. Sie trägt als Halskette einen Halbmond und ein Kreuz und kritisiert das Militär für die religiösen Auseinandersetzungen, die nach der Revolution ausbrachen. Kamel ist für die Senkung des Mindestalters von Parlamentariern von 30 auf 22, um die Jugend an der politischen Mitgestaltung des Landes zu beteiligen.